# Principauté d'Anhalt-Mühlingen
La principauté d'Anhalt-Mühlingen est un État du Saint-Empire romain germanique. Cette subdivision de la principauté d'Anhalt avait pour centre le château de Mühlingen.
La petite principauté d'Anhalt-Mühlingen est créée en 1667 par division de la principauté d'Anhalt-Zerbst
après la mort de Jean VI d'Anhalt-Zerbst. Elle est accordée à son 4e fils Antoine-Günther d'Anhalt-Mühlingen qui en est l'unique souverain. À sa mort en 1714, sans héritier légitime masculin, elle revient à la principauté d'Anhalt-Zerbst dont elle était issue.  